# Lluís Miquel Ramis Montfort
Lluís Miquel Ramis i Montfort (Tarragona, Catalunya, 25 de juliol de 1970), conegut futbolisticament com a Ramis, és un exfutbolista i entrenador català.

## Carrera de jugador
Ramis es va formar el Club Gimnàstic de la seua ciutat natal, fins que el 1991 va fitxar pel Reial Madrid. La campanya 1991-92, quan militava en Segona Divisió amb el filial madridista, va ser ascendit al primer equip per Benito Floro. El tècnic manxec el va fer debutar a Primera Divisió el 6 de desembre de 1992, en un derbi contra el Rayo Vallecano, que va jugar íntegrament. En total, aquesta temporada va disputar set partits de Lliga i, a pesar de no ser un titular habitual, va tenir l'oportunitat de jugar alguns minuts de la final de Copa en la qual els blancs es van imposar al Reial Saragossa.
La temporada 1992/93 Ramis va tenir major protagonisme en l'equip, participant en 17 partits de lliga en els quals va marcar un gol. Així mateix, va jugar alguns minuts de la final de la Supercopa d'eixe any, que els madrilenys van conquerir després de superar al campió de Lliga, el FC Barcelona. Tot i la seva progressió, l'estiu de 1994 va ser traspassat al CD Tenerife, com a part del pagament pel fitxatge de Fernando Redondo.
A Tenerife va tenir l'oportunitat de consolidar-se com a titular, jugant 60 partits en dues temporades, en les quals va marcar quatre gols. Va contribuir, a més, a la classificació del seu equip per a la Copa de la UEFA, després de l'històric cinquè lloc assolit la campanya 1995/96. L'estiu de 1996 el Reial Madrid, executant una opció de compra, va repescar al jugador tarragoní, utilitzant-lo com a moneda de canvi per a abaratir el fitxatge de Davor Suker del Sevilla FC. En el club andalús va romandre un any, en el qual va jugar 39 partits i va marcar un gol. La temporada va finalitzar amb el descens a Segona, i l'estiu de 1997 Ramis es va incorporar a les files del Deportivo de La Corunya.
La seva estada en el club gallec va estar marcada per les lesions -especialment un trencament del lligament i del peroné, pel que tot just va disposar minuts de joc. Malgrat tot, va ser un dels integrants de la plantilla que va aconseguir l'històric títol de lliga de l'any 2000, el primer per al club blanc-i-blau.
La següent temporada, al no gaudir d'oportunitats, va ser cedit en el mercat d'hivern al Racing de Santander. Després d'expirar el seu contracte amb el Depor, la temporada 2001/02 va tornar al club dels seus orígens, el Gimnàstic de Tarragona, en aquells dies en Segona Divisió, encara que va abandonar el club després del descens de categoria. Al desembre de 2002, durant el mercat d'hivern, es va incorporar al Racing de Ferrol, també en la categoria d'argent on va romandre la resta de la temporada 2002/03, que novament va finalitzar amb el descens a Segona B.
Posteriorment, en la part final de la seua carrera, va passar per diversos clubs madrilenys de la Tercera Divisió: San Sebastián de los Reyes (amb el qual no va arribar a debutar en partit oficial), Pegaso Tres Cantos i Club deportivo Cobenya, on es va retirar en 2006, després d'assolir un històric ascens a la Segona Divisió B.

## Carrera d'entrenador
Una vegada penjades les botes, la temporada 2006/07 va ser segon entrenador del Juvenil A del Reial Madrid. El 5 de gener de 2016, després de l'ascens de Zinedine Zidane al primer equip per la destitució de Rafael Benítez, Ramis va ser nomenat entrenador del Reial Madrid Castilla. Després de no ascendir al seu equip als play-offs, va deixar el seu càrrec de mutu acord amb el club.
El 14 de març de 2017, Ramis va esdevenir el segon entrenador de la UD Almeria a la temporada de Segona Divisió. El 12 de novembre, després de vuit partits sense guanyar, va ser rellevat del seu càrrec.
El 24 de juny de 2018, Ramis va fitxar com a entrenador de l'Albacete Balompié, equip de segona divisió, al qual va portar a la quarta plaça a la seva primera temporada, perdent per 2-1 en el global de l'eliminatòria davant el RCD Mallorca a les semifinals del play-off.
El 3 de febrer de 2020, Ramis va ser destituït amb l'equip ja en zona de descens amb tres punts en els darrers nou partits, i després de l'eliminació de la Copa del Rei a les mans de la UE Eivissa. El 24 de novembre, va tornar al Tenerife també a Segona Divisió.
Ramis va portar el Tete al play-off el 2022, on va eliminar el seu rival, la UD Las Palmas, però va caure a la final davant el Girona FC. El 22 d'abril del 2023 va anunciar que se n'aniria al final de la temporada.

## Clubs

#### Jugador
| Club                       | Any       |
| -------------------------- | --------- |
| Gimnàstic de Tarragona     | 1989-1991 |
| Reial Madrid B             | 1991-1993 |
| Reial Madrid               | 1992-1994 |
| CD Tenerife                | 1994-1996 |
| Sevilla FC                 | 1996-1997 |
| Deportivo de La Corunya    | 1997-2001 |
| Racing de Santander        | 2001      |
| Gimnàstic de Tarragona     | 2001-2002 |
| Racing de Ferrol           | 2002-2003 |
| San Sebastián de los Reyes | 2003-2004 |
| CD Pegaso Tres Cantos      | 2004-2005 |
| CD Cobeña                  | 2005-2006 |

## Palmarès
| Títol               | Club                    | Any  |
| ------------------- | ----------------------- | ---- |
| Copa del Rei        | Reial Madrid            | 1993 |
| Supercopa d'Espanya | Reial Madrid            | 1993 |
| Copa Iberoamericana | Real Madrid             | 1994 |
| Lliga               | Deportivo de La Corunya | 2000 |